# Sigvard Munk
Sigvard Jensen Munk (* 17. April 1891 in Ørnstrup bei Horsens; † 10. April 1983 in Kopenhagen) war ein dänischer sozialdemokratischer Politiker und von 1956 bis 1962 Oberbürgermeister von Kopenhagen.
Munk war von 1928 bis 1935 Mitglied des Kopenhagener Stadtparlaments, von 1935 bis 1938 Beigeordneter und von 1938 bis 1956 Sozialbürgermeister. Von 1956 bis 1962 war er Oberbürgermeister von Kopenhagen.
Von 1931 bis 1938 war Munk außerdem Mitglied des Dänischen Folketings.
Während der deutschen Besetzung Dänemarks 1943 ordnete Munk an, die Torarollen der Großen Synagoge Kopenhagens in der Krypta der Trinitatis Kirke zu verstecken.